# Gesta Hammaburgensis ecclesiae pontificum
I Gesta Hammaburgensis ecclesiae pontificum ("Gesta dei vescovi della chiesa di Amburgo") sono un'opera in quattro libri scritta da Adamo da Brema, completata nel 1075/1076 e rielaborata in successive stesure fino alla morte dell'autore avvenuta tra il 1081 ed il 1085. I primi tre libri dell'opera trattano la storia dell'arcivescovato di Brema e di Amburgo tra il 788 ed il 1045 e le gesta dell'arcivescovo Adalberto.
L'ultimo libro, intitolato Descriptio insularum Aquilonis, descrive la geografia, le genti ed i costumi dei popoli scandinavi ed i progressi fatti dalle missioni cristiane inviate presso di loro. La Descriptio è anche la prima attestazione europea che menziona il Vinland - la costa orientale dell'America settentrionale - scoperta dai vichinghi attorno all'anno 1000.

## Contenuto
È probabile che l’opera originariamente fosse stata commissionata ad Adamo dall’arcivescovo Adalberto. Tuttavia nella prefazione Adamo tace su un possibile committente, al contrario della prassi medievale, e anzi attribuisce a sé il merito dell’iniziativa. Questo comportamento fu forse dettato dal fatto che l’arcivescovo era un personaggio poco amato dalla nobiltà e Adamo temeva che un legame con lui avrebbe portato la sua opera nell’oblio. In ogni caso, l’opera fu iniziata da Adamo sotto Adalberto, ma una volta completata (1075-1076) fu dedicata al suo successore, Liemaro.
L'opera è suddivisa in quattro volumi e narra la storia dell'arcivescovato di Amburgo-Brema, nato nell’864, dall’unione dell’arcivescovato di Brema con quello di Amburgo, in seguito alla distruzione di Amburgo per mano dei danesi nell’845. L’opera tratta inoltre delle missioni di cristianizzazione inaugurate da Anscario, arcivescovo di Amburgo-Brema, nell’832, quando ottenne da papa Gregorio IV l’incarico di evangelizzare le popolazioni al di fuori del territorio imperiale. Adamo stesso dice di aver preso le informazioni riportate nella sua opera da carte, opere storiche e privilegi romani, ma anche da narrazioni di anziani che erano a conoscenza dei fatti.
Nel primo libro viene rappresentato il periodo che va dall’origine dell’arcivescovato fino all’arcivescovo Unni. In questo volume Adamo presta molta attenzione a precisare le fonti dei fatti narrati. Il libro si apre con una descrizione della Sassonia, della sua storia e della conversione dei Sassoni avvenuta grazie a San Bonifacio. Gli arcivescovi presentati in questo primo libro sono descritti come uomini eroici.
Il secondo libro prosegue il racconto, partendo dall’arcivescovo Adaldago e arrivando fino all’arcivescovo Becelino-Alebrando. In questo libro la storia degli arcivescovi va incontro a una svolta: infatti Adaldago fu il primo a fondare i vescovati e fu anche il primo a rappresentare le caratteristiche di alto prelato della Reichskirche, ovvero a integrare la sua funzione episcopale con il servizio imperiale.
Il terzo libro è interamente dedicato all’episcopato di Adalberto. Questa descrizione così dilatata del personaggio è dovuta probabilmente al fatto che Adamo fu suo contemporaneo, e oltre ad analizzare il suo operato, non si trattiene dal giudicarlo e delineare in modo approfondito anche il modo di agire e i sentimenti di Adalberto. In particolare il libro si divide in tre sezioni: le attività interne all’arcivescovato, quelle esterne e quelle missionarie di Adalberto. Di particolare importanza furono i rapporti molto stretti di Adalberto con l’imperatore Enrico III e con papa Leone IX, grazie ai quali l’episcopato visse un periodo particolarmente positivo. Da sottolineare il mutamento del giudizio dell’arcivescovo che trapela tra le righe vergate da Adamo: in un primo momento, l’autore descrive Adalberto positivamente e in toni adulatori; la visione cambia poi radicalmente, poiché l’arcivescovo diviene preda dei propri sogni di grandezza e potere.
Il quarto libro si distacca vistosamente dai precedenti: è infatti incentrato sulla geografia, la storia e i costumi dell’area dano-scandinava e baltica. Questo libro costituisce la prima rappresentazione medievale dell’area. Di queste terre Adamo descrive l’aspetto, l’improduttività o la fertilità e di conseguenza la ricchezza della popolazione, fornendo anche nozioni storiche riguardo a questi luoghi; inoltre si sofferma su abitudini e comportamenti degli abitanti. Di particolare importanza è il fatto che Adamo descriva l’evangelizzazione di quelle zone e spesso confronti la nuova religione con quelle preesistenti; per questo è una fonte molto importante riguardo alla religione nordica precristiana. Di particolare impatto sono le descrizioni delle terre all’estremità nord-orientale del golfo: qui Adamo colloca popolazioni che assumono tratti mistici e mostruosi, attingendo a piene mani da antiche credenze e tradizioni locali. In questa zona infatti vengono posti, tra gli altri, amazzoni, cinocefali, uomini verdi e antropofagi. L’importanza di questo quarto libro è data dal fatto che Adamo tratta di Vinland, la porzione di America settentrionale scoperta dai vichinghi islandesi intorno all’anno mille. Adamo fu il primo a diffondere questa scoperta, ben attestata nelle saghe islandesi, e descrive la nuova terra come una grande isola ricca di viti. Fu anche il primo a descrivere il tempio di Uppsala e i rituali pagani che venivano celebrati in quel luogo.
Nonostante abbia descritto innumerevoli luoghi, Adamo non viaggiò in prima persona. Le informazioni riportate sono frutto di ricerche personali, svolte in parte appoggiandosi alla tradizione documentaria e letteraria di testi antichi e medievali, ma facendo affidamento anche sulla tradizione orale, con la quale venne in contatto soprattutto presso la corte di Svein Estridsson, da dove passavano molti missionari di ritorno dalle terre nordiche.

## Modelli letterari
Dall’opera di Adamo si può capire quanto la sua istruzione fosse avanzata. Infatti, leggendo i Gesta, si può notare l’influenza di molti scrittori sia classici che mediolatini, come ad esempio Eginardo, Gregorio Magno e Gregorio di Tours; in particolare, per quanto riguarda la descrizione di Adalberto, si può notare l’influenza di Virgilio e Sallustio, mentre nel quarto libro sono evidenti le riprese da Tacito, Marziano Capella, Isidoro di Siviglia e Paolo Diacono. In tutta l’opera inoltre sono presenti molte citazioni bibliche. Anche la parte finale dell’opera, la dedica all’arcivescovo Liemaro, scritta in 61 esametri, dimostra la statura intellettuale dell’autore.

## Fortuna
I Gesta Hammaburgensis ecclesiae pontificium non ebbero vastissima fortuna e la loro diffusione si limitò alle zone limitrofe all’arcivescovato.
In molte opere però si può notare l’influenza dei Gesta: oltre che nei Gesta Danorum di Saxo Germanico, e nella Chronica Slavorum di Helmold di Bosau, anche nello Íslendingabók di Ari Fróoi Porgilsson alcuni studiosi hanno visto l’influenza di Adamo.

## Manoscritti
I manoscritti oggi conosciuti dell’opera di Adamo da Brema sono i seguenti:
- Città del Vaticano, Biblioteca Apostolica Vaticana, Vat.lat. 2010 (datato 1451).DigiVatLib

- Hamburg, Staats- und Universitätsbibliothek, Hist. 22.
- Hannover, Gottfried Wilhelm Leibniz Bibliothek –Niedersächsische Landesbibliothek, XXI 1688 (datato 1685).
- København, Kongelige Bibliotek, Addit. 180 (datato prima metà XVIII secolo).
- København, Kongelige Bibliotek, Addit. 522 (datato 1685).
- København, Kongelige Bibliotek, GKS 719 (datato XVI secolo).
- København, Kongelige Bibliotek, GKS 1175 2° (datato ca. 1557).
- København, Kongelige Bibliotek, GKS 2296 4° (datato 1200/1225).GKS 2296 4°: Adam Bremensis, Gesta Hammaburgensis ecclesiae pontificum
- København, Kongelige Bibliotek, GKS 718 2° (datato ca. 1434).GKS 718 2°: Adam Bremensis, Descriptio insularum Aquilonis
- København, Kongelige Bibliotek, GKS 1115 (datato XVII secolo).
- København, Kongelige Bibliotek, NKS 1463 2° (datato XIV secolo).NKS 1463 2°: Adam Bremensis, Gesta Hammaburgensis ecclesiae pontificum (fragment)
- Leiden, Bibliotheek der Universiteit, Voss. lat. 2° 123 (datato ca. 1100).
- Wien, Österreichische Nationalbibliothek, 521 (datato prima metà XIII sec.).Sammelhandschrift
- Wolfenbüttel, Herzog August Bibliothek, Gud. lat. 83 (4387) (datato XV sec.).

## Edizioni
L’editio princeps dei Gesta Hammaburgensis ecclesiae pontificum è stata stampata nel 1579 a Copenaghen.
La prima edizione critica risale al 1846 ed è stata curata da Johann Martin Lappenberg; questa fu poi soppiantata dall’opera curata da Bernhard Schmeidler nel 1917.
Al 1876 risale l’edizione dell’opera di Adamo a cura di Georg Waitz.
L’edizione italiana è uscita nel 1996 a cura di Ileana Pagani.
- Gesta Hammaburgensis ecclesiae pontificum, a cura di J. Martin Lappenberg, Hannoverae, 1846, M.G.H., SS., 7.MAG ADAMI Gesta Hammenbugensis Ecclesiae Pontificum
- Gesta Hammaburgensis ecclesiae pontificum ex recensione Lappenbergii, a cura di Georg Waitz, Ludwig Weiland, editio altera, Hannoverae, 1876 (M.G.H., Script. rer. Germ.)
- Gesta Hammaburgensis ecclesiae pontificum, a cura di Bernhard Schmeidler, 1917, MGH SS rer. Germ.2.
- Gesta Hammaburgensis ecclesiae pontificum. Codex Havniensis, a cura di Carl Andreas Christensen, København, 1948.
- Storia degli arcivescovi della chiesa di Amburgo, Introduzione, traduzione con testo latino a fronte, commento a cura di Ileana Pagani, Torino, UTET, 1996.
- Gesta Hammaburgensis ecclesiae pontificum. In “Quellen des 9. und 11. Jahrhunderts zur Geschichte der Hamburgischen Kirche und des Reiches”, a cura di Werner Trillmich, Rudolf Buchner, Darmstadt 2000.